# Adriano Bispo dos Santos
Adriano Bispo dos Santos (São Vicente, São Paulo, 29 de mayo de 1987), conocido como Adriano, es un futbolista brasilero. Juega de centrocampista y su actual equipo es el Grêmio del Campeonato Brasileño de Serie A.

## Clubes
| Club                 | País   | Año       |
| -------------------- | ------ | --------- |
| Santos FC            | Brasil | 2006-2009 |
| AD São Caetano       | Brasil | 2009-2010 |
| Santos FC            | Brasil | 2010-2012 |
| Grêmio               | Brasil | 2013-2015 |
| EC Vitória (cesión)  | Brasil | 2014      |
| Avaí FC              | Brasil | 2015-2016 |
| Grêmio Novorizontino | Brasil | 2016-     |

### Campeonatos internacionales
| Título              | Club   | País   | Año  |
| ------------------- | ------ | ------ | ---- |
| Copa Libertadores   | Santos | Brasil | 2011 |
| Recopa Sudamericana | Santos | Brasil | 2012 |